# Philipp Kohlschreiber
Philipp Eberhard Hermann Kohlschreiber (Augsburg, 1983, október 16. –) német hivatásos teniszező. Karrierje során 8 egyéni és 7 páros ATP tornát nyert. Kohlschreiber leghatékonyabb fegyvere egykezes fonákütése.

## ATP-döntői

### Egyéni

#### Győzelmei (8)
| Összesítés                                            | Összesítés |
| ----------------------------------------------------- | ---------- |
| Grand Slam-torna                                      | (0)        |
| ATP World Tour Masters 1000 / ATP Masters Series      | (0)        |
| ATP World Tour 500 Series / International Series Gold | (0)        |
| ATP World Tour 250 Series / International Series      | (10)       |
| ATP World Tour Finals / Tennis Masters Cup            | (0)        |

|   | Dátum            | Torna                   | Borítás | Ellenfél a döntőben | Eredmény a döntőben |
| 1 | 2007. május 6.   | BMW Open, München       | Salak   | Mihail Juzsnij      | 2-6, 6-3, 6-4       |
| 2 | 2008. január 13. | Heineken Open, Auckland | Kemény  | Juan Carlos Ferrero | 7-6(4), 7-5         |
| 3 | 2011. június 12. | Gerry Weber Open, Halle | Fű      | Philipp Petzschner  | 7-6(5), 2-0 feladás |
| 4 | 2012. május 6.   | BMW Open, München       | Salak   | Marin Čilić         | 7-6(8), 6-3         |

#### Elvesztett döntői (2)
|   | Dátum                | Torna                   | Borítás         | Ellenfél a döntőben | Eredmény a döntőben |
| 1 | 2008. június 15.     | Gerry Weber Open, Halle | Fű              | Roger Federer       | 3-6, 4-6            |
| 2 | 2009. szeptember 27. | Moselle Open, Metz      | Kemény (fedett) | Gaël Monfils        | 6–7(1), 6–3, 2–6    |

### Páros

#### Győzelmei (7)
| Összesítés                                            | Összesítés |
| ----------------------------------------------------- | ---------- |
| Grand Slam-torna                                      | (0)        |
| ATP World Tour Masters 1000 / ATP Masters Series      | (0)        |
| ATP World Tour 500 Series / International Series Gold | (2)        |
| ATP World Tour 250 Series / International Series      | (4)        |
| ATP World Tour Finals / Tennis Masters Cup            | (0)        |

| No. | Dátum                | Helyszín                  | Borítás | Partner          | Ellenfelei a döntőben            | Eredmény a döntőben |
| 1.  | 2005. szeptember 26. | Ho Si Minh-város, Vietnám | Szőnyeg | Lars Burgsmüller | Ashley Fisher / Robert Lindstedt | 5-6 6-4 6-2         |
| 2.  | 2006. július 24.     | Kitzbühel, Ausztria       | Salak   | Stefan Koubek    | Oliver Marach / Cyril Suk        | 6-2 6-3             |
| 3.  | 2007. április 30.    | München, Németország      | Salak   | Mihail Juzsnij   | Jan Hájek / Jaroslav Levinský    | 6-1 6-4             |
| 4.  | 2008. január 4.      | Doha, Katar               | Kemény  | David Škoch      | Jeff Coetzee / Wesley Moodie     | 6-4 4-6 11-9        |
| 5.  | 2008. július 13.     | Stuttgart, Németország    | Salak   | Christopher Kas  | Mischa Zverev / Michael Berrer   | 6–3, 6–4            |
| 6.  | 2009. június 14.     | Halle, Németország        | Fű      | Christopher Kas  | Marco Chiudinelli / Andreas Beck | 6–3, 6–4            |

#### Elvesztett döntői (3)
| No. | Dátum             | Helyszín             | Borítás    | Partner         | Ellenfelei a döntőben             | Eredmény a döntőben |
| 1.  | 2008. február 24. | Rotterdam, Hollandia | Kemény (f) | Mihail Juzsnij  | Tomáš Berdych / Dmitrij Turszunov | 5-7, 6-3, 7-10      |
| 2.  | 2008. október 28. | Bázel, Svájc         | Kemény (f) | Christopher Kas | Mahesh Bhupathi / Mark Knowles    | 3-6, 3-6            |
| 3.  | 2012. január 8.   | Doha, Katar          | Kemény     | Christopher Kas | Filip Polášek / Lukáš Rosol       | 3-6, 4-6            |